# Alanine glyoxylate aminotransférase

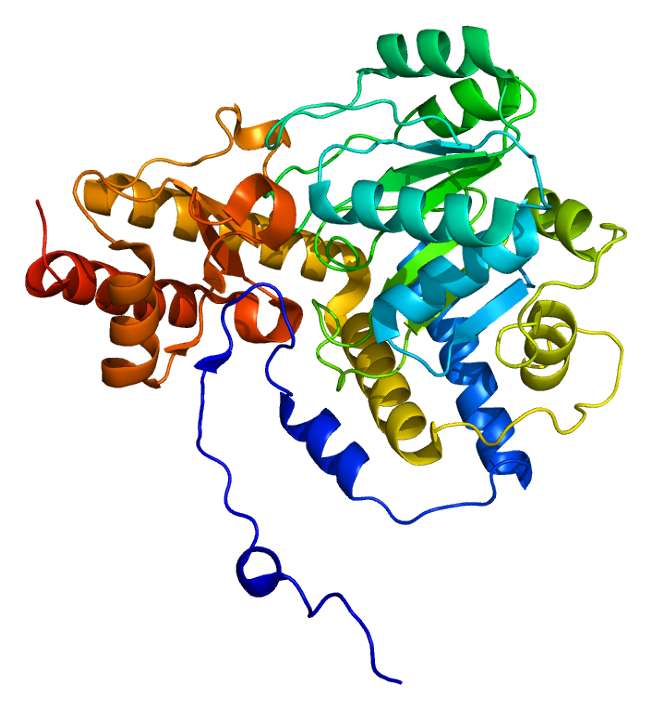
Structure de la protéine AGXT. Basé sur le rendu PyMOL de l'APB 1h0c.

L'alanine glyoxylate aminotransférase (ou AGXT) est une enzyme permettant la transformation du glyoxylate en glycine.
Son déficit est responsable de l'hyperoxalurie type 1.

## Gène
Il est situé sur le chromosome 2 humain.
Plus de 170 mutations ont été décrites.